# Хесус Лопес, Родриго
Родриго Хесус Лопес (исп. Rodrigo Jesús López; родился 29 марта 2002 года в Санта-Рита, Парагвай) — парагвайский футболист, полузащитник клуба «Либертад».

## Клубная карьера
Лопес — воспитанник клуба «Либертад». 9 июня 2018 года в матче против столичного «Хенераль Диас» он дебютировал в парагвайской Примере.

## Международная карьера
В 2019 году в составе юношеской сборной Парагвая Лопес принял участие в юношеском чемпионате Южной Америке в Перу. На турнире он сыграл в матчах против команд Бразилии, Колумбии, Эквадора, Чили, а также дважды против Аргентины и Уругвая. В поединках против бразильцев и уругвайцев Родриго забил по голу.
В том же году Лопес принял участие в юношеском чемпионате мира в Бразилии. На турнире он сыграл в матчах против команд Мексики, Соломоновых Островов, Италии, Аргентины и Нидерландов.